# Bisdom Estelí
Het bisdom Estelí (Latijn: Dioecesis Esteliensis) is een rooms-katholiek bisdom met als zetel Estelí, in Nicaragua. Het bisdom is suffragaan aan het aartsbisdom Managua. 

## Geschiedenis
Het bisdom werd opgericht op 17 december 1962, uit delen van het bisdom León en Nicaragua. 

## Parochies
Het bisdom had in 2023 een oppervlakte van 7.298 km2 en telde 1.416.000 inwoners waarvan 80,7% rooms-katholiek was.

## Bisschoppen
- Clemente Carranza y López (12 januari 1963 - 7 februari 1978)
  - Julián Luis Barni Spotti (apostolisch administrator: 8 februari 1978 - juni 1979)
- Rubén López Ardón (2 januari 1979 - 6 maart 1990)
- Juan Abelardo Mata Guevara (6 maart 1990 - 6 juli 2021)
- sedisvacatie (6 juli 2021 - heden)
  - Rolando José Álvarez Lagos (apostolisch administrator: 6 juli 2021 - heden)